# Флёгстад, Хьяртан
Хьяртан Флёгстад (норв. Kjartan Fløgstad; 7 июня 1944, Сёуда, Ругаланн, Норвегия) — норвежский писатель
 и поэт, переводчик, политик. Видный представитель магического реализма в норвежской литературе.

## Биография
Служил рядовым в Сухопутных войсках Норвегии. Изучал литературу и лингвистику в Бергенском университете. 

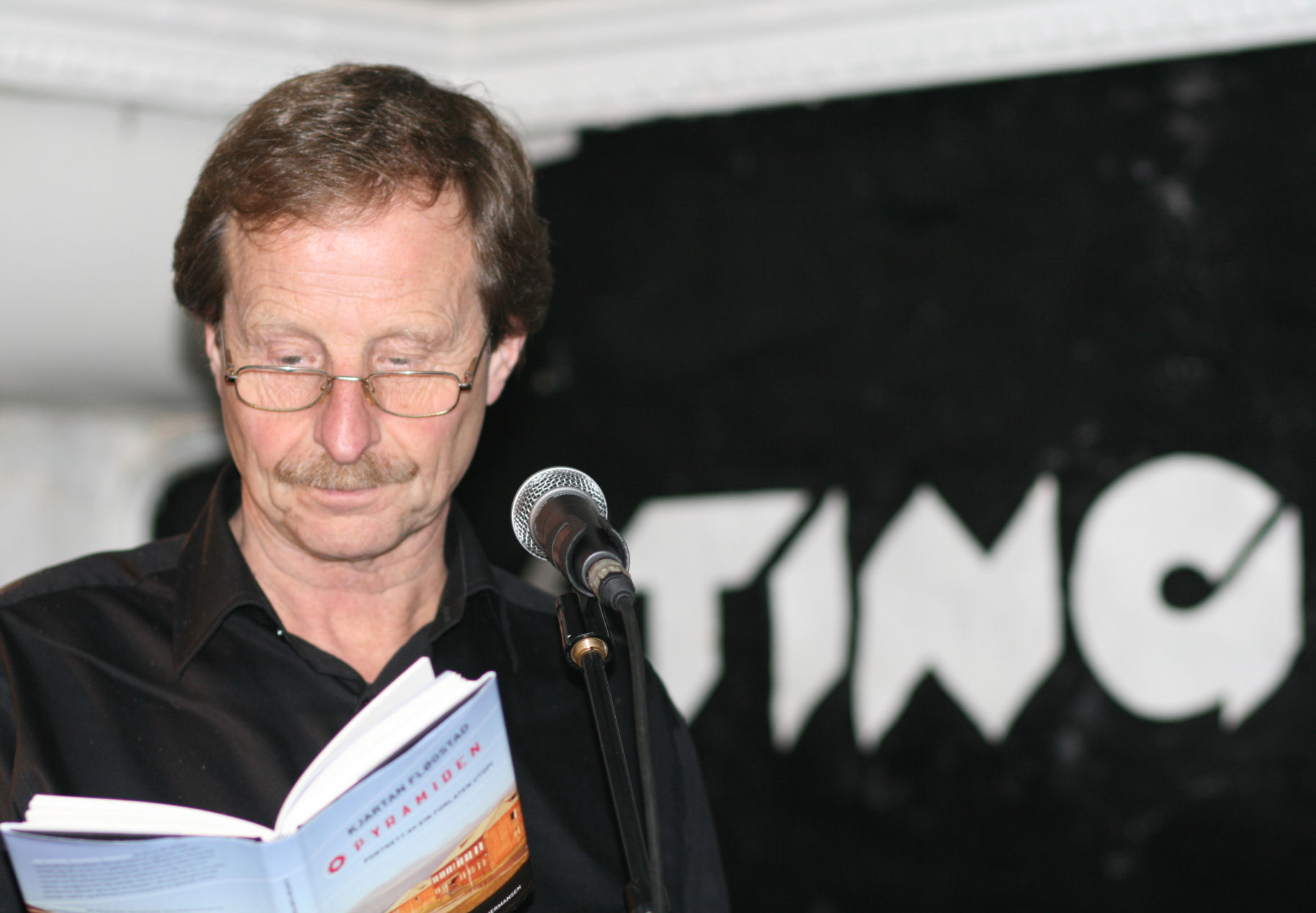
Флёгстад в 2007 году

Работал рабочим на предприятии, был моряком, прежде чем дебютировал как поэт со своим сборником стихов под названием «Valfart» (« Паломничество») в 1968 году. В 1972 году издал сборник новелл «Фалини» и роман «Расмус» (1974). Другие крупные работы включают «Fyr og flamme» («Огонь и пламя»), «Kron og mynt», «Grand Manila» и «Grense Jakobselv».
Занимается переводами, в том числе произведений Пабло Неруды.
Убеждённый марксист. В его работах интерес к условиям жизни пролетариата является лейтмотивом, настолько, что его имя числится среди наиболее видных современных авторов так называемой пролетарской литературы.

## Награды
- 1975 — Премия издательства «Аскехоуг»
- 1977 — Литературная премия Северного совета за роман «Dalen Portland».
- 1983 — Премия «За литературу на новонорвежском» за роман «У-3».
- 1986 — Премия «За литературу на новонорвежском» за роман «Det 7. klima».
- 1997 — Премия Доблоуга
- 1998 — Премия Браги в области художественной литературы для взрослых
- 2008 — Почётная премия Браги
- 2009 — Премия «За литературу на новонорвежском»  за роман «Grense Jakobselv».